# SME United
SME United (Union Européenne de l’Artisanat et des Petites et Moyennes Entreprises-UAPME) är en europeisk hantverksförening med omkring 70 medlemsorganisationer från mer än 30 europeiska länder. SME United är en arbetsgivarorganisation och har 83 nationella  småföretags och branschorganisationer som medlemmar.  

## Organisation
SME United representerar 12 miljoner företag, 55 miljoner människor och har sitt huvudkontor i Bryssel. Organisationens generalsekreterare heter Véronique Willems.   